# Назір Ларбаві
Назір Ларбаві (араб. نذير العرباوي) (26 вересня 1949 , Тебесса, Constantine Departmentd, Франція ) — алжирський політик, юрист і дипломат, який обіймає посаду прем'єр-міністра Алжиру з 11 листопада 2023 
.

## Молодість
В юності Ларбаві був у складі чоловічої національної збірної Алжиру з гандболу 
. 
Брав участь у Кубку Алжиру з гандболу серед чоловіків і виграв Кубки Алжиру 1971—1972, 1972—1973 і 1975—1976 років. 
Був у складі збірної на чемпіонаті світу з гандболу в 1974, а потім на чемпіонаті Африки з гандболу в 1976 
..

## Кар'єра
По завершенню спортивної кар'єри вступив на юридичний факультет Алжирського університету та здобув ступінь магістра міжнародного публічного та приватного права та ступінь бакалавра права 
. 
Працював в Міністерстві закордонних справ, обіймаючи посади директора відділу з правових та консульських питань, директора відділу міжнародних економічних відносин та директора відділу Арабського Магрибу. 
Пізніше став професійним дипломатом, працюючи послом в Організації Об'єднаних Націй, Пакистані, Лізі арабських держав, Союзі Арабського Магрибу та Єгипті
.
Ларбаві став головою адміністрації президента Алжиру Абдельмаджида Теббуна в березні 2023 
.
Президент Теббун призначив Ларбаві прем'єр-міністром 11 листопада 2023 року, замінивши Аймена Бенабдеррахмана, який був звільнений 
. 
Декілька спостерігачів характеризували це як бажання президента Теббуна ще більше централізувати процес прийняття рішень майже за рік до президентських виборів, призначених на грудень 2024
.

## Особисте життя
Ларбаві народився 26 вересня 1949 року в Тебессі, Алжир (за часів французького правління); одружений, має двох дітей 
.